# Generalización existencial
En la lógica de predicados, la generalización existencial (también conocida como introducción existencial, ∃I) es una regla de inferencia válida que permite pasar de una declaración específica, o una instancia, a una declaración generalizada cuantificada o proposición existencial. En lógica de primer orden, se utiliza con frecuencia como una regla para el cuantificador existencial (∃) en pruebas formales.
Ejemplo: «A Rover le encanta mover la cola. Por lo tanto, algo ama menear la cola».
En cálculo de estilo Fitchː
{\displaystyle Q(a)\to \ \exists {x}\,Q(x)}
Donde a reemplaza a todas las instancias libres de x en Q (x).

## Quine
Según Willard Van Orman Quine, la instanciación universal y generalización existencial son dos aspectos de un solo principio, porque en vez de decir que «∀ x x=x» implica «Sócrates=Sócrates», podríamos decir también que la negación «Sócrates≠Sócrates» «implica» «∃x x≠x». El principio de esos dos operaciones es el vínculo entre las cuantificaciones y los enunciados singulares que están relacionados con ellos como instancias. Sin embargo, es un principio solamente por cortesía. Sostiene solamente en el caso en que un nombre término y, además, ocurre referencialmente.